# ده هزار

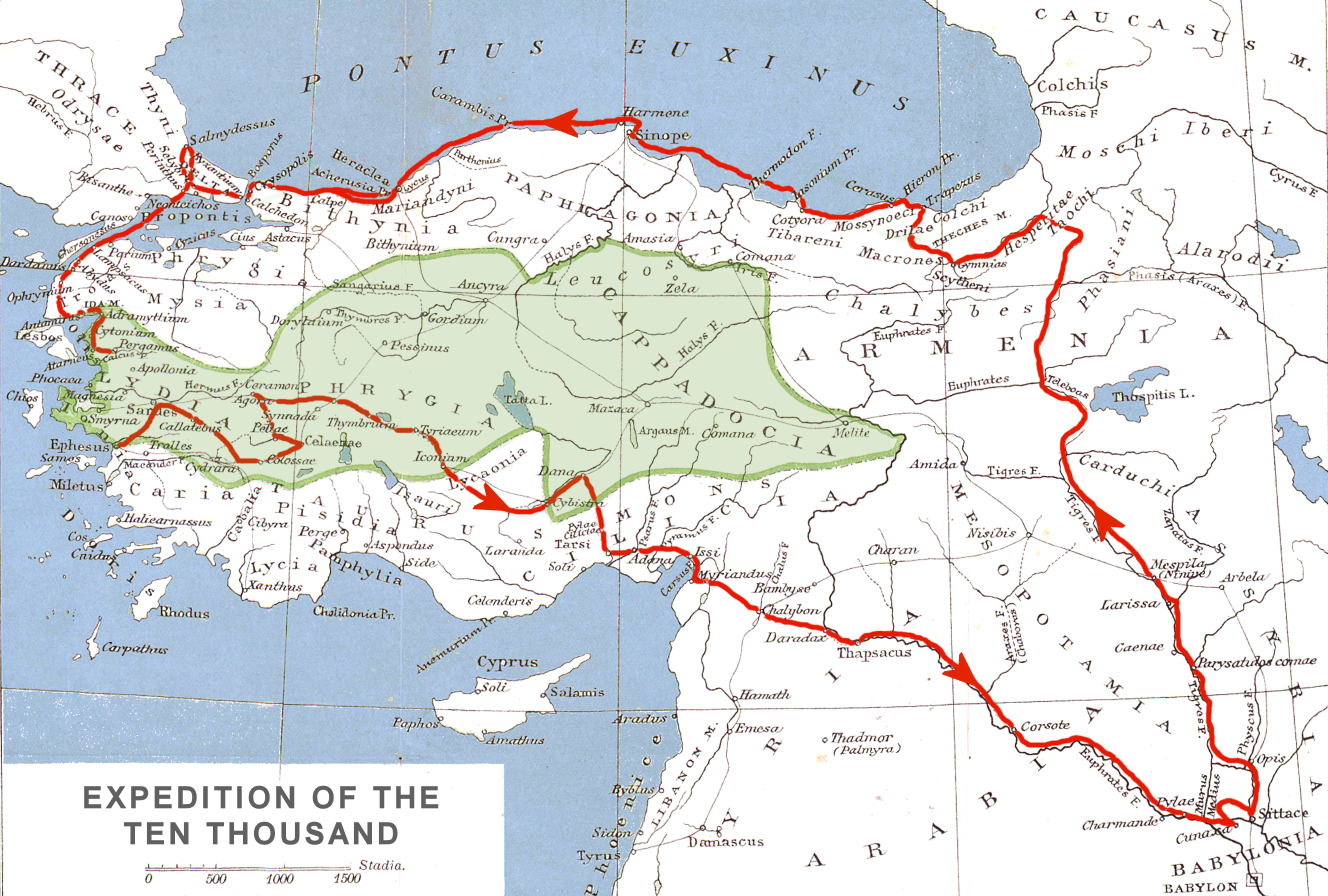
مسیر گزنفون و ده هزار (خط قرمز) در امپراتوری هخامنشی. ساتراپی کوروش کوچک با رنگ سبز مشخص شده است.

ده هزار ( یونانی باستان: οἱ Μύριοι , hoi Myrioi ) نیرویی از واحدهای مزدور عمدتاً یونانی بودند که میان سال‌های ۴۰۱–۳۹۹ قبل از میلاد توسط کوروش کوچک برای گرفتن تاج و تخت امپراتوری ایران از برادرش اردشیر دوم به کار گرفته شده بودند. راهپیمایی آنها تا نزدیکی بابِل، نبرد کوناکسا و بازگشت به یونان  توسط گزنفون ، یکی از رهبران آنها، در اثر خود بنام آناباسیس ثبت شده است.